# 티스토리
티스토리(Tistory)는 대한민국의 가입형/설치형 블로그 서비스다. 2006년 5월 25일, 다음커뮤니케이션과 태터앤컴퍼니(TNC)가 함께 공동운영을 시작했으나, 서비스 시작 1년 2개월 만인 2007년 7월 10일에 모든 서비스의 운영권이 다음커뮤니케이션으로 이관되었다.

## 특징
- 편리성 : 티스토리는 태터툴즈라는 설치형 블로그 프로그램을 서비스형 블로그에 옮겨둔 것이다. 서버를 직접 설정하고, 아파치 웹 서버, MySQL, PHP등에 적응하기 어려운 일반 사용자를 대상으로 태터툴즈의 소스를 거의 그대로 가져와서, 네이버 블로그, 다음 블로그처럼 서비스를 시작했다.

- 가입형 : 티스토리는 위지위그(화면에 나타난 것을 그대로 HTML로 바꿔주는 기능으로, 위지윅이라고도 함)을 사용하여 HTML을 다룰줄 모르더라도 글, 댓글, 엮인글(트랙백) 등의 기능을 이용할 수도 있다. 따라서 가입형 블로그의 측면도 존재한다.

- 설치형 : 다른 블로그 서비스와는 다르게 티스토리는 스킨을 이루는 HTML 편집, 리퍼러 로그, 방문자 기록 등을 사용할 수 있어 덜 자유로운 네이버나 다음 블로그에 질린 사람들이나, HTML 프로그래밍을 다룰줄 아는 고급 사용자에게 인기를 끌고 있다. 기존 태터툴즈에서 제공했던 스킨, 플러그인등 외부 프로그램 제작이 가능하다. 단, 성능상의 이유로 플러그인 기능은 사용자가 자유로이 추가/수정할 수 없으며, 서비스운영자들이 선별 탑재-연동하고 있다.

- 초대장 : 티스토리의 경우에는 다른 블로그 서비스와 달리 기존의 블로그 운영자가 새 사람들을 초대하는 초대장 방식으로 운영되고 있는데, 이러한 초대장을 얻기위한 경쟁이 매우 치열한 편이다.초대장은 이메일을 통해 가입 링크가 발송되는 방식이며, 일단 가입이 되면 글이나 방문자수, 댓글수의 실적에 따라 초대장이 발급되어 또 새로운 사람들을 초대할 수 있다. 그러나 2018년 하반기에 초대장이 12년만에 폐지되었다.

## 이름
티스토리는 태터툴즈의 첫머리 글자인 T와 히스토리의 History의 합성어이다. 초기 기획멤버들의 의기투합으로 만들어진 이름으로서, 태터툴즈를 기반으로, 개인의 역사를 담는 서비스형 블로그를 만든다는 의미로 선정된 이름이다.

## 역사

### 2006년
- 5월 25일 - 다음과 TNC, 닫힌 시험판(클로즈드 베타테스트) 시작. 초대권을 발부받은 200명으로 시작.
- 6월 27일 - 독립 도메인 기능, 백업기능 지원 시작.
- 7월 27일 - 태터툴즈 기반 서비스형 블로그 '이노리'(innori)와 통합
- 12월 7일 - 오픈 베타 시작. 제2세대 블로그 마케팅 시작

### 2007년
- 2월 27일 - BlogAPI, CallBack 플러그인 추가
- 5월 2일 - '태터 데스크' 베타 테스트 시작 (100명)
- 5월 12일 - '태터 데스크' 베타 테스트 종료
- 5월 18일 - '태터 데스크' 정식 서비스 시작
- 5월 25일 - Tistory.com 서비스 오픈 1주년
- 7월 10일 - 서비스 운영권이 다음에게 모두 이관됨
- 8월 16일 - Daum 블로거뉴스 플러그인 오픈
- 8월 28일 - '스킨 위자드' 베타 테스트 시작 (100명)
- 9월 4일 - '스킨 위자드' 베타 테스트 종료
- 9월 19일 - '나의 과거글 불러오기' 플러그인 추가
- 9월 21일 - 백일장 이벤트 실시
- 11월 8일 - 정식 서비스 시작, 사용자 전용 포럼, 스킨위자드 정식오픈
- 12월 - 티스토리 커피차 프로모션 - IT 기업편

### 2008년
- 1월 9일 - 스팟플렉스 발행/통계 플러그인 오픈
- 1월 24일 - anyBGM 플러그인 서비스 종료
- 1월 28일 - Daum검색창 플러그인 오픈
- 1월 31일 - 책DB첨부 플러그인 오픈
- 3월 7일 - 이미지 업로더 다음 플래시 업로더로 교체, 멀티 사진 첨부,간단 편집 등이 어도비 플래시로 구현
- 3월 14일 - 발행 플러그인 제작 가이드 배포 시작
- 3월 20일 - 정보통신망법에 따라 제한적 본인확인제 (부분 실명제) 시작
- 6월 2일 - MSN 메신저 위젯 오픈
- 6월 2일 - 2차 티스토리 커피차 프로모션 - 대학교편

## 같이 보기
- 네이버 블로그
- 태터툴즈
- 텍스트큐브
- 이올린
- 다음
- 이글루스